# فيلات ميديتشي
فيلات ميديتشي أو فيلات ميديشي (بالإيطالية: Ville medicee)‏ هي سلسلة من التجمعات السكانية الريفية في توسكانا التي كانت مملوكة من قبل أفراد عائلة ميديشي بين القرن 15 والقرن ال 17. خدمت الفيلات عدة وظائف حيث كانت قصور لعائلة ميديشي، وكانت مطلة على الأراضي التي حكموها، مما يدل على قوتهم. وكانت أيضا منتجعات ترفيهية للترفيه والمتعة لأصحابها؛ وأكثر من ذلك، كانت مركز الأنشطة الزراعية في المناطق المحيطة بها.
وفي عام 2013، أضيفت فيلات ميديتشي إلى قائمة اليونسكو للتراث العالمي.

فيلات ميديتشي الرئيسية والثانوية في توسكانا

## التاريخ

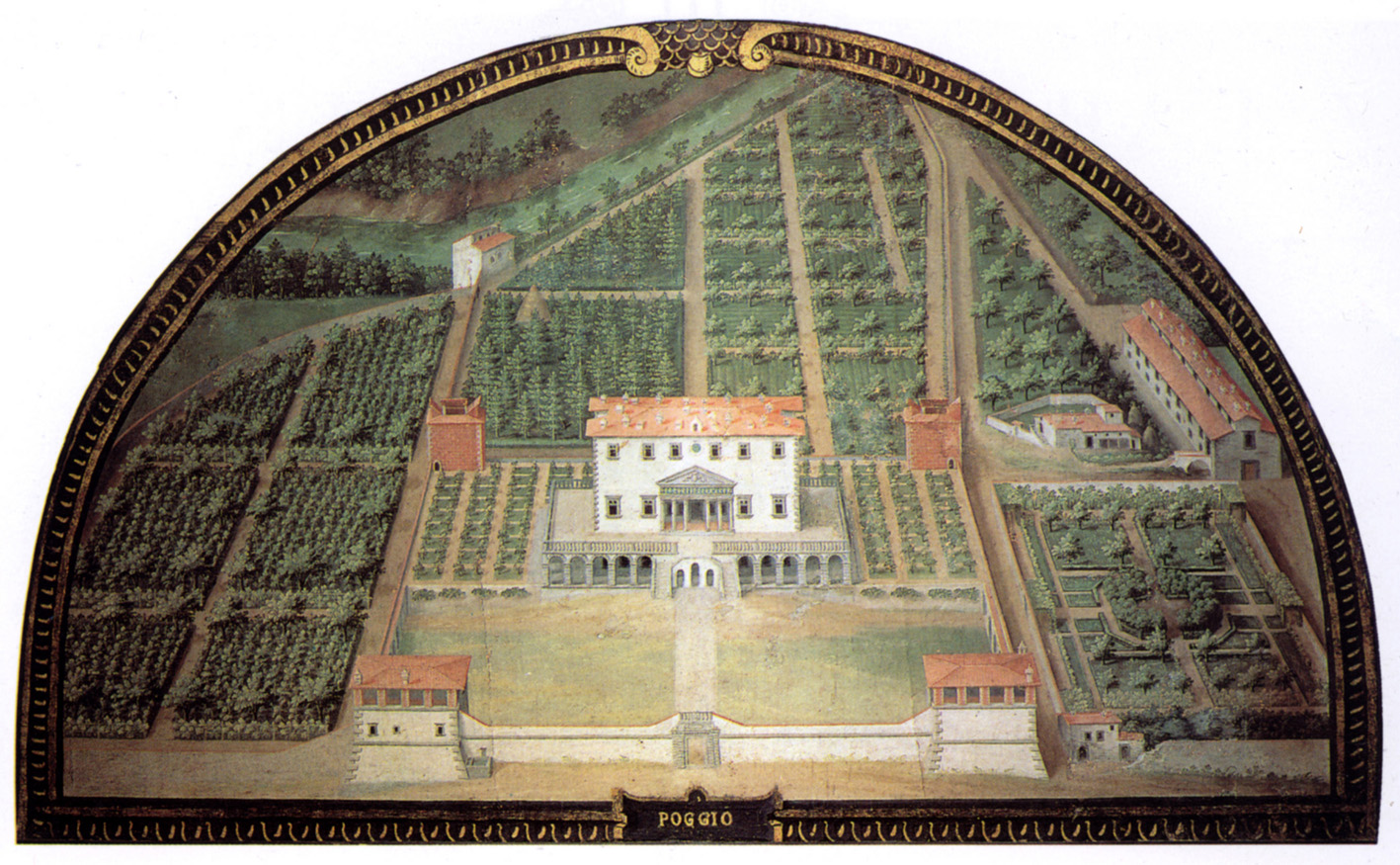
لوحة رسم للفنان جوستو أوتنس تبين إحدى فيلات ميدتشي

أول فيلات ميديتشي كانت فيلا ديل تريبيو في كافاججيولو، كل المنازل المحصنة القوية بنيت في القرن 14 في منطقة موجيلو، وهي المنزل الأصلي لأسرة ميديشي. في القرن الخامس عشر بنى كوزيمو دي ميديشي فيلات مصممة من قبل ميشيلوزو في كاريجي وفيسولي، لا تزال المباني شديدة الحدة، ولكن مع مساحات ترفيهية إضافية مثل الفناء والشرفات والحدائق. قضى لورينزو دي ميديشي فترات طويلة في فيلا دي كاريجي.
تدريجيا، أصبحت فلورنسا محاطة بمجموعة من فلل ميديشي، مع فلل أخرى في أجزاء بعيدة من منطقة توسكانا الكبرى. وبحلول نهاية القرن السادس عشر كان هناك ما لا يقل عن 16 عقاراً رئيسياً، مع ما لا يقل عن 11 مزرعة أخرى ذات فائدة زراعية للمنطقة أو مملوكة لأسرة ميديشي، بالإضافة إلى مجموعة من المزارع وأماكن إقامة الصيد في جميع أنحاء توسكانا
رسم جيوستو أوتنس سلسلة من الرسومات التي تصور فيلات ميديشي الرئيسية في القرن السابع عشر، والتي تتواجد الآن في متحف الفن فيرنز كوميرا. آخر فيلات ميديشي كانت فيلا دي مونتيفيتوليني وفيلا دي أرتيمينو، والتي تم شراؤهما في يونيو 1595 من قبل فرديناندو الأول بينما كان توسيع فيلا دي كاستيلو، فيلا لا بيترايا وفيلا ديل أمبروجيانا.
الفيلات اللاحقة كانت من الأمثلة البارزة من عصر النهضة والعمارة، وكثيرا ما يرافق البناء في هذا العصر الحدائق. الحديقة في فيلا دي كاستيلو، أنشئت لكوزيمو الأول دي ميديشي، حيث كانت الأولى في إيطاليا من قبل نيكولو تريبولو، الذي صمم في وقت لاحق حدائق بوبولي للمنازل الجديدة في فلورنسا
كل عضو كبير من عائلة ميديشي كان يملك عقارات. انتقل حكام لورين من منزل إلى منزل. أصبحت الفيلا صورة مصغرة من محكمة ميديتشي. كانت فيلا ديل تريبيو، فيلا دي كافاجيولو أو فيلا دي براتولينو للصيد. في فصل الربيع كانت الإقامة في فيلا ديل أمبروجيانا. ويقومون بالانتقال إلى فيلا دي أرتيمينو في الصيف لموقعها المرتفع ولبرودتها في الصيف.
بعد وفاة جان غاستوني دي ميديشي في عام 1738، تم الإستيلاء على دوقية توسكانا وعائلة ميديتشي، بما في ذلك فيلاتهم، من قبل فرانسيس الأول، الدوق لورين (الإمبراطور الروماني المقدس)
اليوم، بعض فيلات ميديتشي هي متاحف. والبعض الآخر مشغول من قبل المؤسسات، وبعضها مملوك للقطاع الخاص، وغالبا ما يتم توظيفها بشكل خاص أو تستخدم لتنظيم المناسبات العامة.
في عام 2006، قدمت الحكومة الإيطالية فيلات ميديتشي لليونسكو ليتم ضمها كموقع للتراث العالمي. وفي لجنة اليونسكو للتراث العالمي السابعة والثلاثين في عام 2013 في بنوم بنه، تمت إضافة (فلل وحدائق ميديتشي في توسكانا) إلى قائمة التراث العالمي

## القائمة

### الفيلات والحدائق على قائمة اليونسكو
تضم اثنتا عشرة فيلا وحديقتان موقع اليونسكو للتراث العالمي:
- حدائق بوبولي
- فيلا دي براتولينو
- بالازو دي سيرافيزا
- فيلا دي أرتيمينو
- فيلا دي كافاججيولو
- فيلا دي كاريجي
- فيلا دي كاستيلو
- فيلا دي سيريتو غويدي
- فيلا لا ماجيا
- فيلا لا بيترايا
- فيلا ميديسي في فيسول
- فيلا دي بوجيو كايانو
- فيلا ديل بوجيو إمبريال
- فيلا ديل تريبيو

### الفيلات الرئيسية
- فيلا ديل تريبيو (منتصف القرن الرابع عشر - 1738)
- فيلا دي كافاججيولو (منتصف القرن الرابع عشر - 1738)
- فيلا دي كاريجي (1417 - 1738)
- فيلا ميديشي في فيسول (1450-1671)
- فيلا دي بوجيو كايانو (1470-1738)
- فيلا دي كاستيلو (1480-1738)
- فيلا دي ميزومونتي (1480-1482، 1629-1644)
- فيلا لا بيترايا (النصف الأول من القرن السادس عشر - 1738)
- فيلا دي كاموليانو (c.1530 - 1615) [4]
- فيلا دي سيريتو غويدي (1555-1738)
- فيلا ديل بوجيو إمبريال (1565-1738)
- فيلا دي براتولينو (1568-1738)
- فيلا دي لابيغي (1569-1738)
- فيلا ديل أمبروجيانا (1574-1738)
- فيلا لا ماجيا (1583-1738)
- فيلا دي أرتيمينو (1596-1738)

### الفلل الصغيرة
- فيلا دي كوليزالفيتي (1464-1738)
- فيلا دي أغنانو (1486-1498)
- فيلا دي أرينا ميتاتو (c.1563 - 1738)
- فيلا دي سبيداليتو (1486-1492)
- فيلا دي ستابيا (1548-1738)
- فيلا ديلا توبايا (c.1550 - 1738)
- فيلا دي سيرافيزا (1560-1738)
- فيلا دي ماريغنول (1560-1621)
- فيلا دي ليليانو (1584-1738)
- فيلا دي كولتانو (1586-1738)
- فيلا دي مونتيفيتوليني (c.1595 - 1738)

## معرض الصور

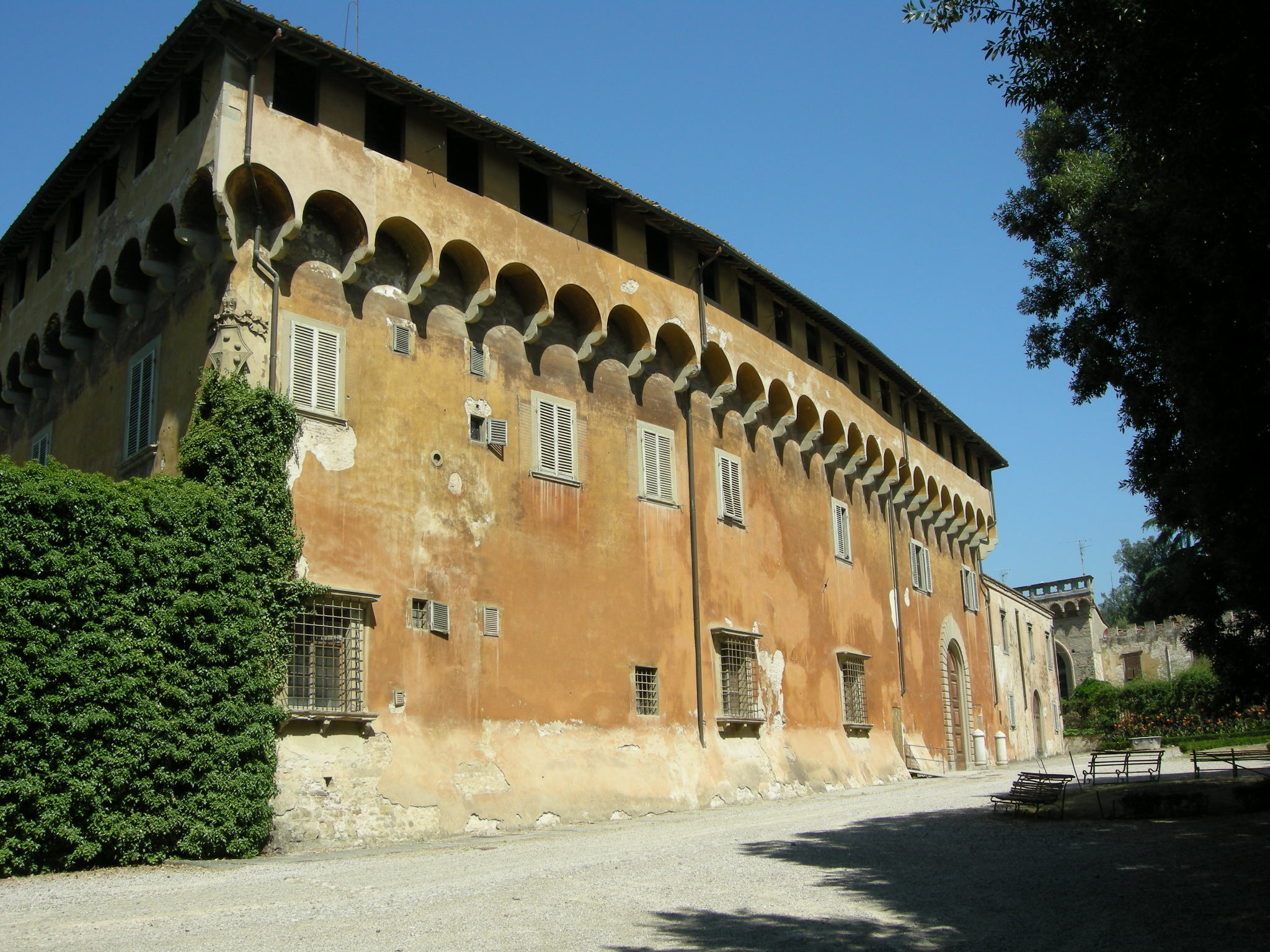
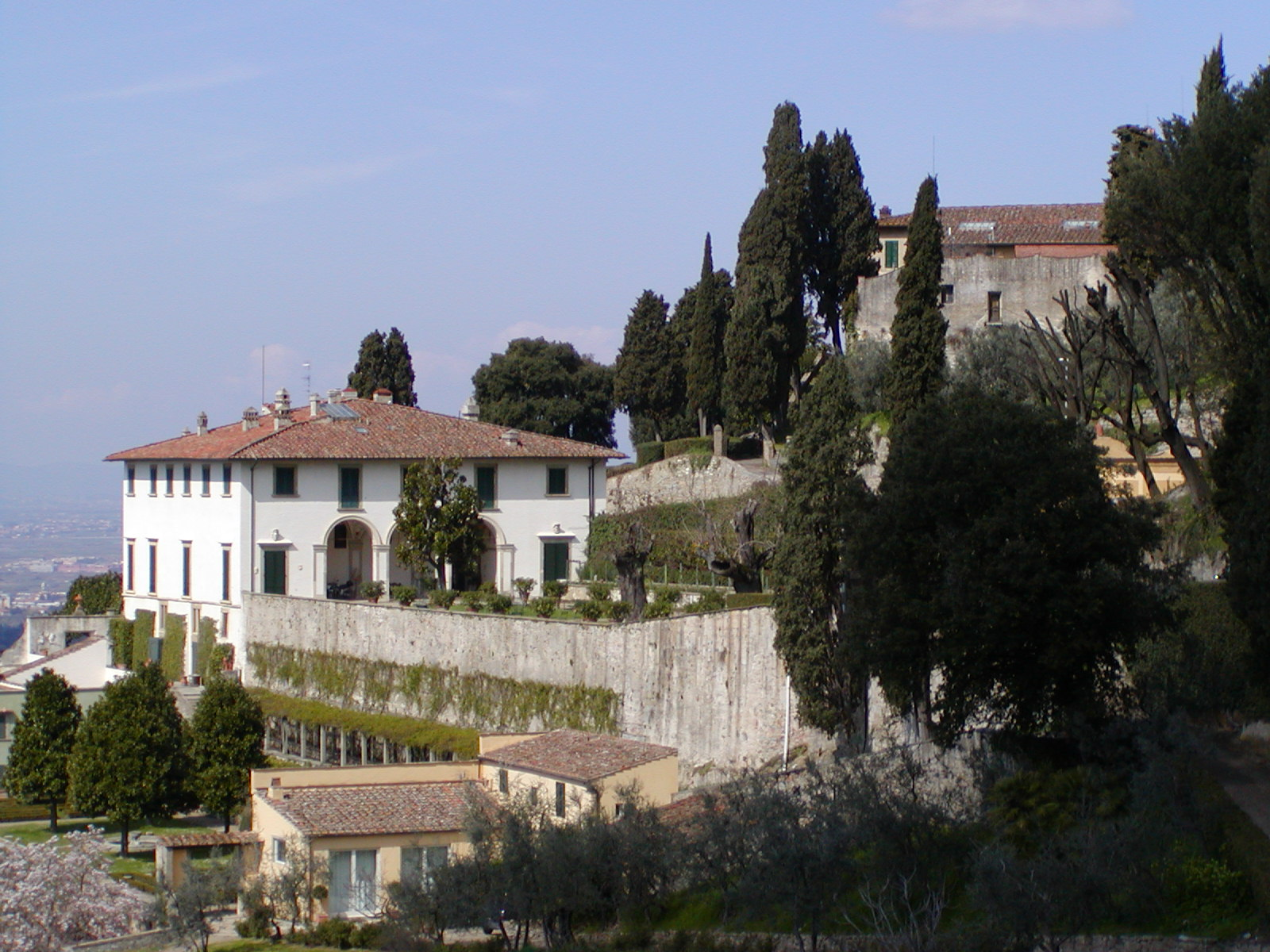
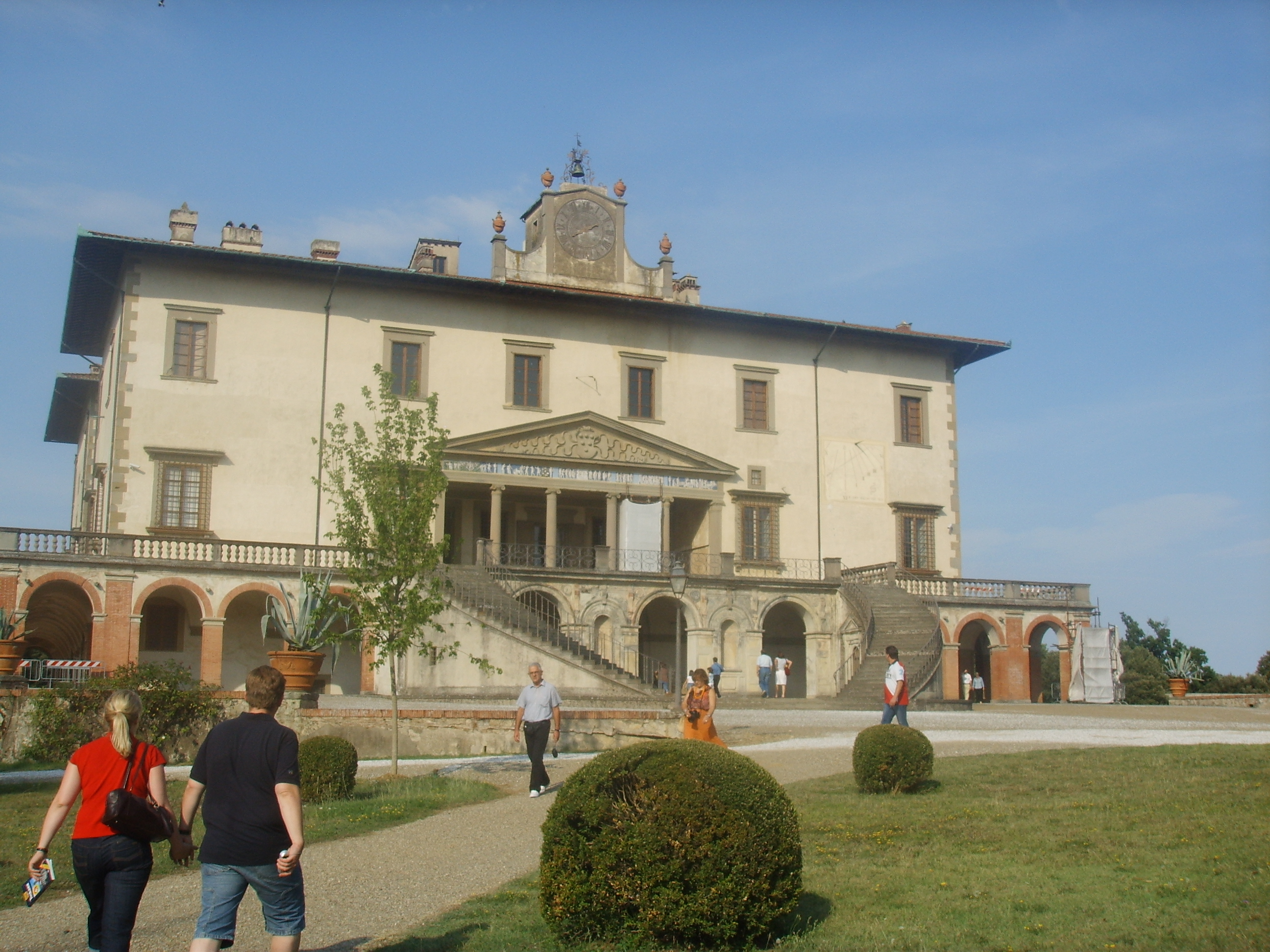
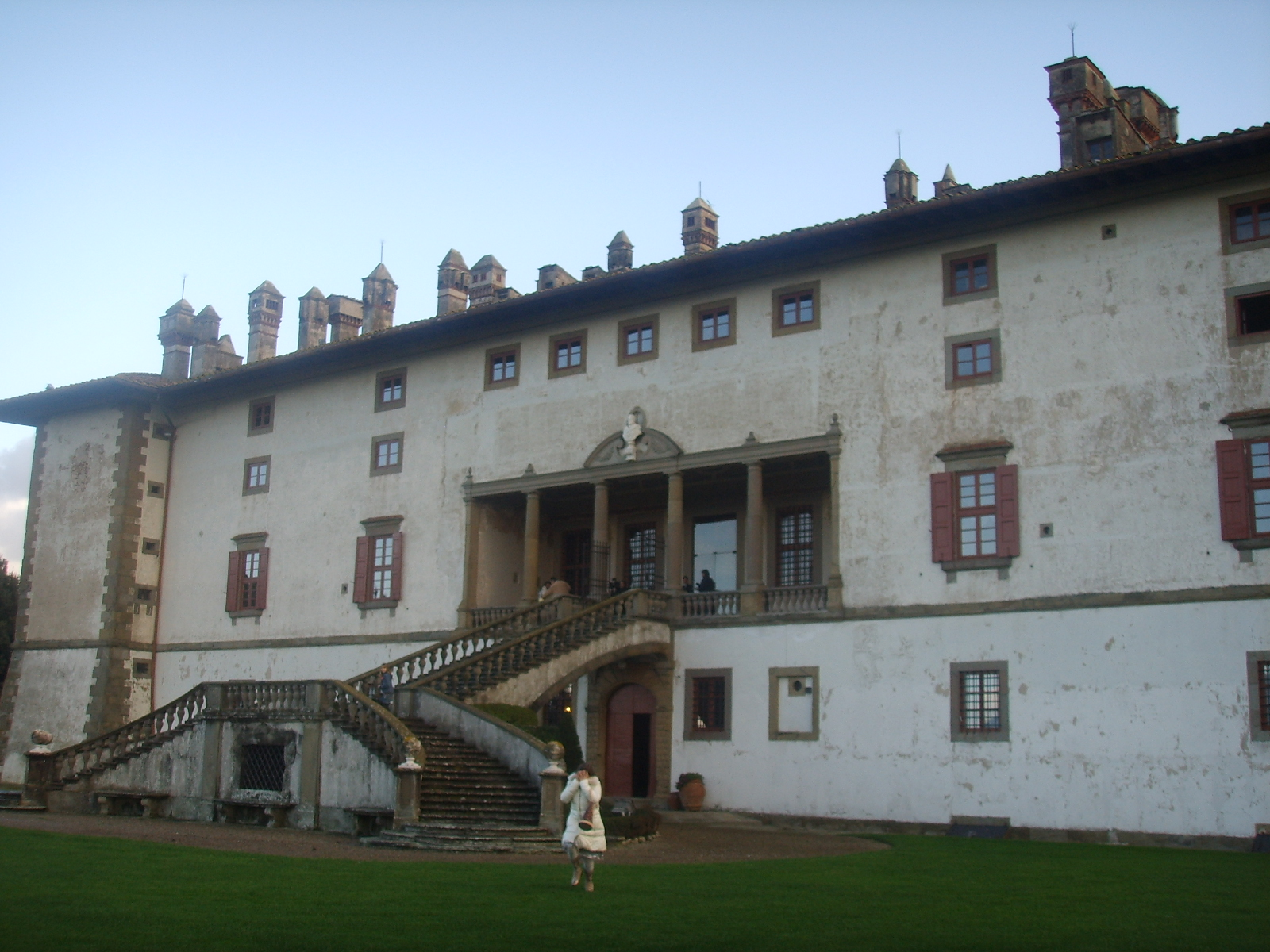
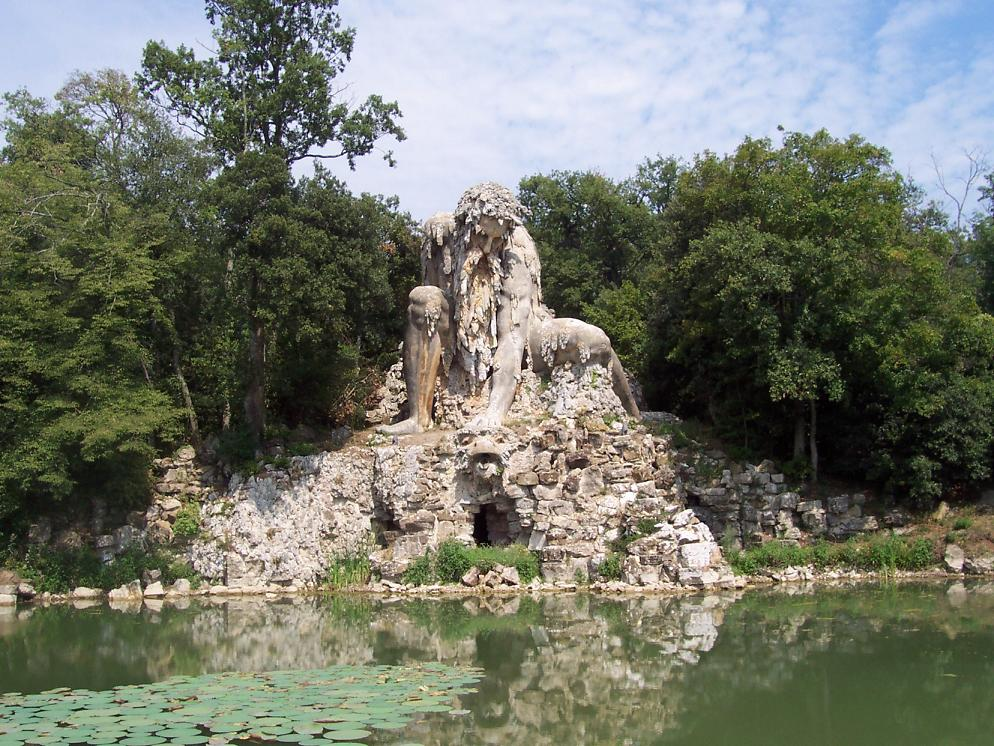
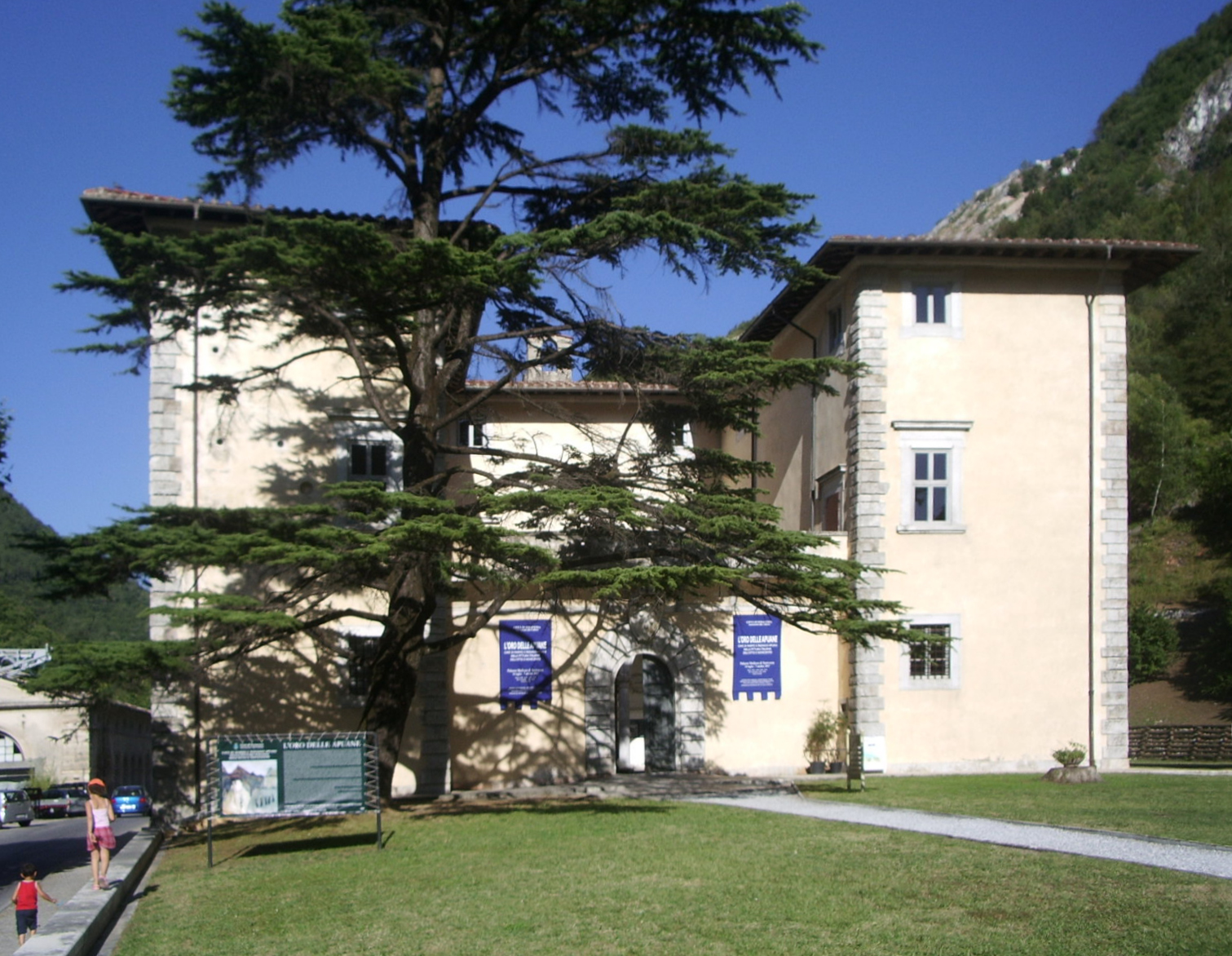